# Voskejur
Voskejur är ett vattendrag i Armenien. Det ligger i den centrala delen av landet, 26 kilometer öster om huvudstaden Jerevan.
Trakten runt Voskejur består i huvudsak av gräsmarker. Runt Voskejur är det ganska tätbefolkat, med 155 invånare per kvadratkilometer.